# Archelaos av Kappadokien
Archelaos, död 17 f.Kr., kung av Kappadokien och sonsons son till fältherren Archelaos.
Han erhöll 41 f.Kr. av Marcus Antonius Kappadokien som kungarike. Han fick senare 20 f.Kr. av Augustus Kilikien och Lill-Armenien. Tiberius anklagade Archelaos för högförräderi, och han avled under rättegångsförhandlingarna i Rom 17 f.Kr. Hans rike blev därefter en romersk provins.